# Antikvárium.hu
Az Antikvárium.hu használt és antikvár könyvek kiskereskedelmi értékesítésére szakosodott vállalat. Webáruházán keresztül több mint 1 000 000 kötethez (2023-as adat) juthatnak hozzá a vásárlók. Az Antikvárium.hu Kft. ezzel a választékkal jelenleg Magyarország egyik legnagyobb online könyvantikváriuma. A könyvek között antik  könyvritkaságok és gyakran keresett kiadványok egyaránt fellelhetőek. 
A cég előjegyzési lehetőséget biztosít azokra a könyvekre, amelyek a keresés időpontjában nincsenek készleten. A beérkezett példányokról értesítőt kap az előjegyző. A cég 55 országba szállít rendszeresen. A könyvek mellett jegyzetek, tankönyvek, régi magazinok és kották is fellelhetőek a kínálatban.

## Története, mérföldkövek
- 2001.11.29 Az antikvarium.hu webáruház megnyitása 45.600 kötettel.
- 2003 Az első saját tulajdonú telephely.
- 2004 A budapesti képviselet megnyitása.
- 2006 Az Antikvarium.hu munkatársi létszáma eléri az 50 főt.
- 2008 A honlap megújítása, bankkártyás fizetés létrehozása és SMS értesítő bevezetése.
- 2010 Átadópartneri hálózat kiépítése, ingyenes átadópontok száma: 10.
- 2011 Megjelenik az Antikvárium.hu első kiadványa: 10 évesek lettünk, a nyitás évfordulójának alkalmából.
- 2012 Az Ország Boltja díj nyertese.
- 2015 Az Antikvárium.hu weboldala megújulása. Az Ország Boltja és Az Év honlapja díj nyertese
- 2015 09. Forbes cikk: Nyereség prompt | Olvasod, és nem hiszed el. Online magyar antikvárium, 1 millió könyvvel raktáron.[3]
- 2016 Megjelenik az Antikvárium.hu 2. kiadványa: 15 évesek lettünk, a nyitás 15 éves évfordulójának alkalmából.
- 2016  Az Antikvárium.hu elindítja online aukciós üzletágát.
- 2017 Megrendezésre kerül az 1. Újkori könyvek aukciója.
- 2017.05. Újabb tematikus árveréssel bővül a paletta, elindítja az 1. Dedikált könyvek aukcióját.
- 2019.05. Korábban nem árverezett tételekkel megrendezésre kerül az 1. Soha nem árverezett könyvek aukciója.
- 2019.10. 10.000 aukcionált könyv az Antikvárium.hu kínálatában
- 2019.12. Az Antikvárium.hu elindítja Jubileumi aukcióját, immár 30. alkalommal rendezi meg online árverését.
- 2020. 07.15-08.15. Az Antikvárium.hu és a Kieselbach Galéria 1. közös életmű kiállítása megrendezésre kerül - "A MEGTÖRHETETLEN GORKA - Gorka Géza életműve Chovanecz Balázs gyűjteményében" címmel.
- 2020.07. Megrendezésre kerül az 1. Szezonzáró kamara aukció
- 2020 Megjelenik az Antikvárium.hu első saját kiadású könyve a Kieselbach Galériával közös kiadásban. A Gorka Géza életművét bemutató könyv, az eddig kiadott legnagyobb magyar nyelvű iparművészeti album.
- 2020. őszétől új könyvekkel is bővítve lett a kínálat
- 2021.09. Megjelenik az Antikvárium.hu 3. kiadványa: 20 évesek lettünk, a nyitás 20 éves évfordulójának alkalmából
- 2021 Lebonyolításra kerül az 50. Jubileumi aukció, az 50. online formában bonyolított árverés az Antikvárium.hu történetében
- 2022.04. 20.000 aukcionált könyv
- 2022.12. Elindult a Gyűjteményárverezés: 1. Üveg árverés, amely az országban egyedülálló módon megrendezett tematikus üvegaukció
- 2023.09. Az Antikvárium.hu kínálata eléri az 1.000.000 db antikvár példányt
- 2024.10. 30.000 aukcionált könyv
- 2024.12. 1.000 aukcionált üveg tárgy az Antikvárium.hu kínálatában

## Az Antikvárium.hu szolgáltatásai
- Tematikus könyvértesítő szolgáltatás: a honlapra látogatók témakörönként, vagy tetszőleges kulcsszavakhoz beállíthatnak automatikus értesítőket az újonnan beérkezett kiadványokhoz.
- Előjegyzési lehetőség: a vásárlónak lehetősége van előjegyezni a készleten nem lévő könyveket, melyekről a beérkezést követően a vásárló értesítést kap.
- Ingyenes átvételi lehetőség/hálózat: az Antikvárium.hu lehetőséget biztosít a megrendelések ingyenes átvételére, országszerte közel 30 átadóponton
- Pontáruház: a könyvek vásárlása után pontokat kapnak a vásárlók, melyeket könyvek készpénzfizetés nélküli vásárlására használhatnak fel.
- Fizessen könyvvel!: a vásárlóknak lehetősége van pénz nélkül, könyvvel kifizetni aktuális megrendelését.
- Élő online ügyfélszolgálat: ügyfélszolgálat.
- Pillanatnyi áras könyvek:  folyamatosan ad a cég egyedi, 'pillanatnyi ár'-at, amely minimum 20%, maximum 60% árengedményt tartalmaz.
- Online aukciós értékesítés
- Elgépelést javító szolgáltatás
- Témaköri fa: a webáruház több mint 9000 témakört alkalmaz, a legrészletesebb témaköri fával.
- Gyorskereső
- Részletes kereső
- Keresés közben ajánlók megjelenítése

## Külső hivatkozások

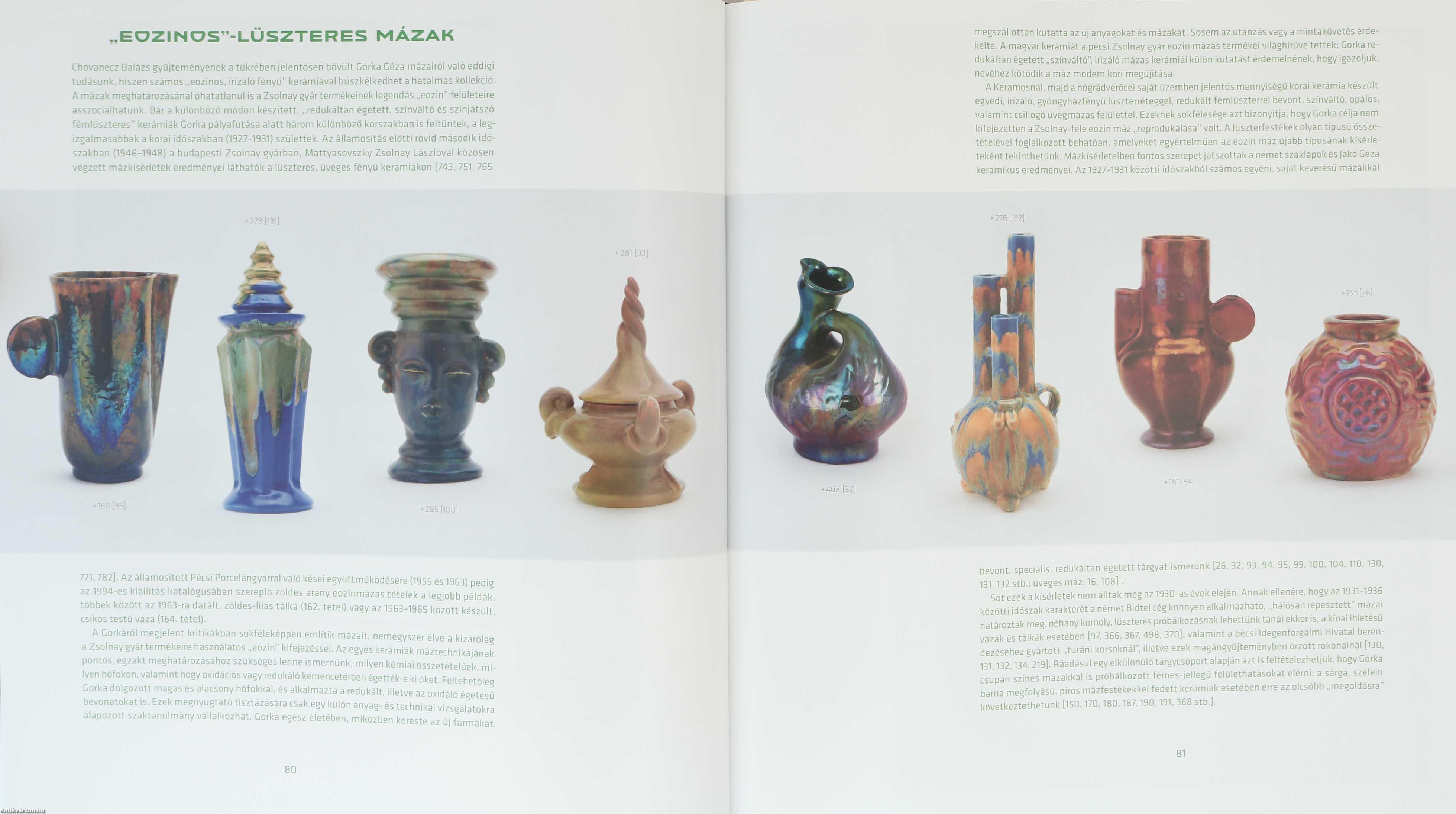
Gorka Géza album betekintés

Cikk a Magyar Hírlap online lapjában: Egymillió forintért kelt el Ady Endre egyik képeslapja Archiválva 2020. július 14-i dátummal a Wayback Machine-ben
Forbes Cikk: Nyereség prompt
Antikvárium.hu első kiadványa
Antikvárium.hu második kiadványa
Cikk a Borsonline-on: 326 ezerért kelt el Antal Imre kézirata
Cikk a Borsonline-on: Egymilliót értek József Attila sorai
Kieselbach Galéria kiállítása: A MEGTÖRHETETLEN GORKA - GORKA GÉZA ÉLETMŰVE CHOVANECZ BALÁZS GYŰJTEMÉNYÉBEN
A legnagyobb kiadott magyar iparművészeti album: GORKA GÉZA ÉLETMŰVE CHOVANECZ BALÁZS GYŰJTEMÉNYÉBEN
Cikk Blikken: Büszkén mesélt a Blikknek a volt államfő: licitre bocsátották Áder János aláírt könyvét